# Русский Сухой Изяк
Русский Сухой Изяк (баш. Урыҫ Ҡоро Иҙәге) — деревня в Федоровском районе Республики Башкортостан Российской Федерации. Входит в состав Покровского сельсовета.

## География

### Географическое положение
Расстояние до:
- районного центра (Фёдоровка): 18 км,
- центра сельсовета (Покровка): 4 км,
- ближайшей ж/д станции (Мелеуз): 85 км.

## История
Известна с 1850 года под названием Сухой Изяк (Сухоизяк). Название от реки Сухой Изяк. Основана на территории Стерлитамакского уезда русскими переселенцами. Первоначально здесь было только русское поселение на земле, купленной у башкир. Первоначальные жители Сухой Изяк — помещик и его крестьяне. В 1861 году крестьяне получили вольную в связи с отменой крепостного права в России. Занимались земледелием, пчеловодством, плетением лаптей. Ясачные татары из д. Зирган стали селиться рядом немного позднее. В 30-е годы 20 века поселения стали различаться на Русский Сухой Изяк и Татарский Сухой Изяк. В советское время в связи с переселением русских в рабочие поселки и ближайшие города Башкирии (в 40-х годах часть уехала в новый город Салават) и Татарии (в 40-х годах часть уехала в рабочий поселок Уруссу), освободившиеся земельные участки заняли татары из деревни Татарский Сухой Изяк и их родственники. Потомки уехавших русских сейчас живут в Федоровском и соседних районах Башкирии, в г. Салават, Кумертау, Октябрьский, Уфа (Башкортостан), в г. Казань, пгт Уруссу (Татарстан), г. Геленджик (Краснодарский край), в рп Новый Ургал (Хабаровский край) и в других регионах России, а также в г. Киев (Украина).

## Население
| 2002 | 2009 | 2010 |
| ---- | ---- | ---- |
| 95   | →95  | ↘85  |

Национальный состав
Согласно переписи 2002 года, преобладающие национальности — татары (72 %), русские (26 %).